# S-60 57mm対空機関砲
S-60 57mm対空機関砲（ロシア語: Автоматическая зенитная пушка С-60）もしくは57mm AZP S-60は、第二次世界大戦後にソビエト連邦が開発した近-短距離防空用の牽引式対空機関砲であり、東欧、中東、東アジアの50ヶ国以上で使用された。
AZPとはロシア語「Автоматическая зенитная пушка」の頭文字であり、英語表記すると「Automatic anti-aircraft（対空機関砲）」となる。

## 概要
S-60は、1940年代後半に既存の37mm高射機関砲を代替するために開発が開始され、57mm口径を持つ3つの試作型の中からV.G.グラビンによるものが採用された。これは、西側諸国の情報では鹵獲したドイツの試作対空砲である5.5 cm Gerät 58や5 cm FlaK 41の影響を受けたと言われている。そして、この試作型は1946年から試験を受け、いくつかの簡単な改良の後に57mm AZP S-60として1950年には制式化された。
S-60はPUAZO-5射撃統制装置およびSON-4 レーダーの組み合わせによって半自動的な交戦能力を実現しており、そして、後に改良型のPUAZO-6/60射撃統制装置およびSON-9またはSON-9A レーダーも導入された。レーダー兼照準算定機の機能を持つフラップホイール・レーダーを装備することもあり、これは後にECM環境下でも使用できるローライト・テレビカメラと敵味方識別装置に更新された。射撃統制装置とレーダーは、発電機やケーブル分配箱などとともに中隊に1セット単位で配属されていた。これらの装置はウラル-375 トラックによって牽引される。また、当然ながら各砲は光学照準装置も備えており、レーダー照準射撃と比べて射程は落ちるものの、それらの装備に頼ることなく対空戦闘を行うことも可能となっている。初期に使用されたEバンドの射撃統制レーダーはチャフやアメリカ製ECM機材で十分に妨害でき、その場合は光学照準のみを用いることとなったため、射程が短くなった。
そして、当初の予定通り1950年代中に37mm高射機関砲を代替したS-60は、師団隷下の高射砲兵連隊に配備された。当時の高射砲兵連隊は2個高射砲兵中隊で構成されており、各中隊には6門のS-60が配備されていた。また、ソ連防空軍の高射部隊においてS-60を装備する各連隊は4個中隊で構成されていた。高射砲兵連隊にはフラットフェース・レーダーと敵味方識別装置が配備されていて、発見した敵機情報をS-60中隊の射撃統制装置に送信して目標捕捉の初期情報として利用することができた。
しかし、1960年代中頃のソ連地上軍における師団防空部隊はその装備を対空機関砲から地対空ミサイルへと変更し始めたため、S-60は1970年代には退役することとなったものの、諸外国では継続して使用された。
射撃統制装置の能力としては最大8門までのS-60を接続することが可能で、実際に北ベトナム軍はベトナム戦争にて、8門で1中隊とした対空陣地を構築したことが確認されている。

## 実戦
S-60とその中国によるコピー品（59式）は、世界中のあらゆる戦争・紛争において使用された。ベトナム戦争においては、北ベトナム軍側の低空域防空用火器として重要な位置を占めた。実際に高度460-1,500mでの有効性は高く、地対空ミサイルを補完する存在としての存在価値が認識され、ソ連本国においてもそのような目的で再配備が行われることもあったとされる。

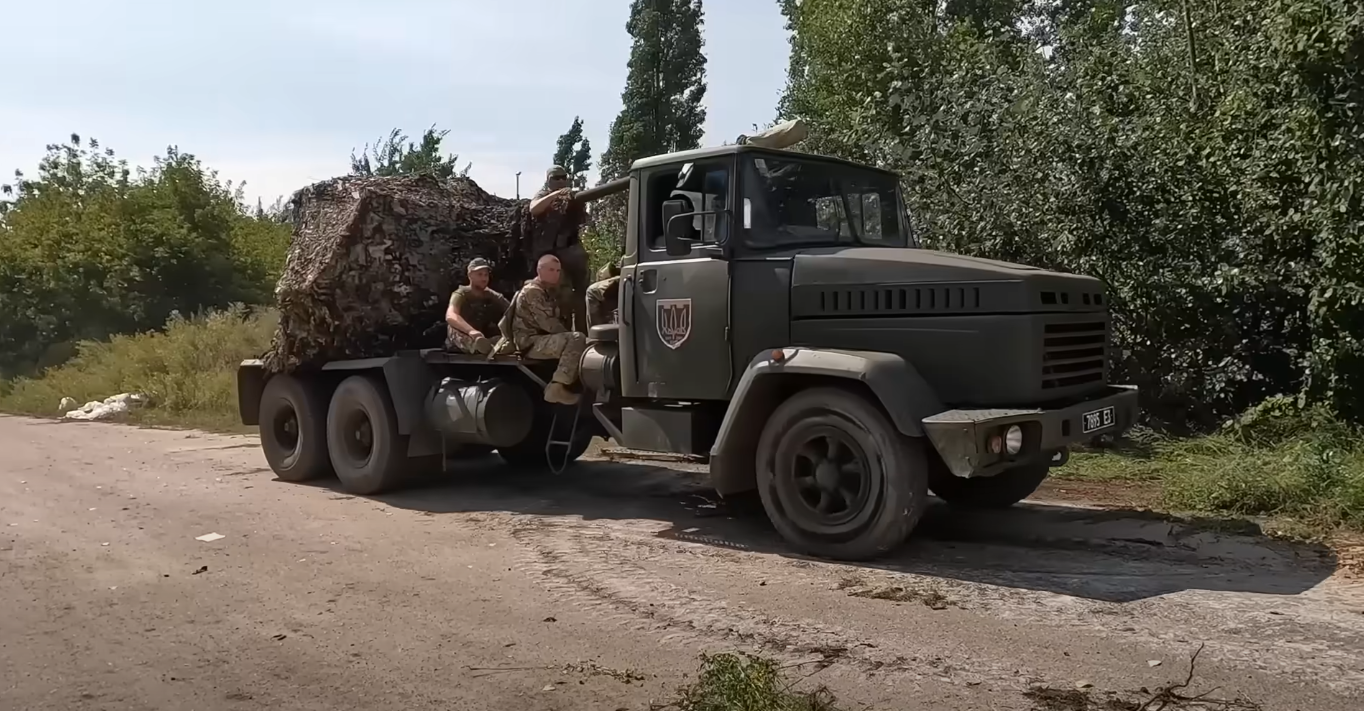
2022年ロシアのウクライナ侵攻において、ウクライナ領土防衛隊が使用するS-60。KrAZ-6510トラックの荷台に搭載して、テクニカル的な運用を行っている。

S-60は最初の配備から60年以上の時を経た、21世紀に入ってもなお使用され続けている。シリア内戦においては、両陣営が地対地攻撃に使用していることが確認されている。また、2020年ナゴルノ・カラバフ紛争においては、アルメニア共和国軍がMT-LB装甲車にS-60を搭載し自走式対空砲に改造した車両を運用しており、1両がアゼルバイジャン軍によって鹵獲されている。ウクライナ紛争、ロシアによるウクライナ侵攻では、親ロシア派、ウクライナ陸軍が対地射撃に使用していることが報道されている。

## 特徴
S-60は対空砲において典型的な、その場での全方位射撃を可能とする十字型砲架（四輪式）を採用しており、通常はアウトリガーを地面に降ろし、車輪を折りたたんで地面から浮かせた状態が射撃姿勢となるが、緊急時には車輪が接地した状態、即ち牽引状態での射撃も可能となっている。
牽引状態のまま射撃を開始するのは5秒以内で可能であり、アウトリガーを使用しても20秒で射撃が開始できる。しかし、対空照準算定機を使って中隊が射撃可能になるのは10-14分後、発電機やレーダーまで陣地展開して完全な能力を発揮できるのには25-30分を要する。
給弾方式もこの種の機関砲において典型的なクリップ方式を採用しており、人力によって4発まとめて給弾される。使用する砲弾としては、主に自爆機能付きの着発信管を用いるUOR-281曳光榴弾と、1,000m先のRHAを96mm貫徹する能力を持つ対装甲用のUBR-281被帽仮帽付曳光徹甲榴弾が挙げられる。

## 派生型
AK-725
1958年に導入されたS-60の艦載型であり、単装あるいは連装の形で当時の駆逐艦に搭載された。
ZIF-72
1970年代に導入された艦載型であり、自動装填機能を備えている。連装のものが密閉型砲塔に搭載されて運用された。
ZSU-57-2
S-60を連装化し、T-54の車体を短縮軽量化したものに搭載した自走高射機関砲型である。レーダー未装備のため、対空射撃能力は低下した。

## 運用国

### 現役
- ブルガリア - 2024年時点で、ブルガリア陸軍が数量不詳のS-60を保有[3]。
- エジプト - 2024年時点で、エジプト陸軍が200基のS-60を保有[4]。
- ギニアビサウ - 2024年時点で、ギニアビサウ陸軍が10基のS-60を保有[5]。
- インドネシア - 2024年時点で、インドネシア海兵隊が数量不詳のS-60を保有[6]。
- キルギス - 2023年時点で、キルギス陸軍が24基のS-60を保有[7]。
- モルドバ - 2023年時点で、モルドバ陸軍が11基のS-60を保有[8]。
- トルクメニスタン - 2024年時点で、トルクメニスタン陸軍が22基のS-60を保有[9]。

## 参考資料
- http://www.militaryfactory.com/armor/detail.asp?armor_id=163
- http://www.armyrecognition.com/russia_russian_army_light_heavy_weapons_uk/s-60_57mm_anti-aircraft_gun_technical_data_sheet_specifications_description_pictures_video.html
- https://spioenkopjp.blogspot.com/2020/09/2020.html?m=1
- The International Institute for Strategic Studies (IISS) (2024) (英語). The Military Balance 2024. Routledge. ISBN 978-1-032-78004-7
- デービッド・C・イスビー著、林憲三訳『ソ連地上軍 兵器と戦術のすべて （元題：WEAPONS AND TACTICS OF THE SOVIET ARMY）』原書房、1987年。ISBN 4-562-01841-0。